# Siay
Siay is een gemeente in de Filipijnse provincie Zamboanga Sibugay op het eiland Mindanao. Bij de laatste census in 2007 had de gemeente bijna 34 duizend inwoners.

## Geografie

### Bestuurlijke indeling
Siay is onderverdeeld in de volgende 29 barangays:
| - Bagong Silang - Balagon - Balingasan - Balucanan - Bataan - Batu - Buyogan - Camanga - Coloran - Kimos - Labasan - Lagting - Laih - Logpond - Magsaysay | - Mahayahay - Maligaya - Maniha - Minsulao - Mirangan - Monching - Paruk - Poblacion - Princesa Sumama - Salinding - San Isidro - Sibuguey - Siloh - Villagracia |

## Demografie
Siay had bij de census van 2007 een inwoneraantal van 33.902 mensen. Dit zijn 1.058 mensen (3,2%) meer dan bij de vorige census van 2000. De gemiddelde jaarlijkse groei komt daarmee uit op 0,44%, hetgeen lager is dan het landelijk jaarlijks gemiddelde over deze periode (2,04%). Vergeleken met de census van 1995 is het aantal mensen met 4.599 (15,7%) toegenomen.

De bevolkingsdichtheid van Siay was ten tijde van de laatste census, met 33.902 inwoners op 313,66 km², 108,1 mensen per km².